# 징거미새우상과
징거미상과(Palaemonoidea)는 생이하목에 속하는 갑각류 상과의 하나이다. 대한민국에는 대표적인 종으로 줄새우와 징거미 등의 민물새우가 있으며, 거의 1,000종을 포함하고 있다. 장님새우과(Typhlocarididae)의 분류학적 위치는 불명확하지만, 나머지 7개 과는 단계통군의 일종으로 잘 지지되고 있다.

## 분류
- Anchistioididae Borradaile, 1915
- Desmocarididae Borradaile, 1915
- Euryrhynchidae Holthuis, 1950
- 광대새우과 (Gnathophyllidae) Dana, 1852
- Hymenoceridae Ortmann, 1890
- Kakaducarididae Bruce, 1993
- 징거미과 (Palaemonidae) Rafinesque, 1815
- 장님새우과 (Typhlocarididae) Annandale & Kemp, 1913